# Мукша Китайгородська
Мукша Китайгородська (у 1946—2016 роках — Жовтневе) — село в Україні, у Слобідсько-Кульчієвецькій сільській територіальній громаді Кам'янець-Подільського району Хмельницької області.

## Назва
З другої половини XIX століття село мало назву Мукша-Китайгородська, до того — Міська Мукша, у народній мові — Гдалева Мукша. Перейменоване 7 березня 1946 року на Жовтневе. Ойконімія України згідно із адміністративно-територіальним устроєм України радянського періоду, а саме у другій половині XX століття, часто змінювалася, формувалася внаслідок різноманітних екстра-та інтралінгвальних факторів, які майже не мали жодного стосунку до культурних традицій народу та дотримання норм української літературної мови. Так, щоб підкреслити «радянськість» тих чи інших найменувань населених пунктів, їх дуже часто ускладнювали атрибутивними означеннями «червоний» (червона, червоне), «радянський» (радянська, радянське), «жовтневий» (жовтнева, жовтневе), «ленінський» (ленінське). Тому, для підкреслення «радянськості» село перейменували на Жовтневе.
19 травня 2016 року Верховна Рада України проголосувала за перейменування села на історичну назву — Мукша Китайгородська.

## Географія
Приміське село Кам'янця-Подільського (його східний сусід). Село розкинулося вздовж шляху Т 2317, що веде з Кам'янця-Подільського на Стару Ушицю, також до Бакоти. З півночі на південь село перетинає річка Мукша — притока Дністра. Поблизу села знаходиться ботанічний заказник Мукшанський.

### Клімат
Мукша Китайгородська знаходяться в межах вологого континентального клімату із теплим літом, але діяльність людини призводить до зміни клімату та глобального потепління. Рівень наповнення річок водою в області становить лише 20 % від необхідного стандарту. Для покращення ситуації варто було б відновлювати екосистеми та лісові масиви.

## Історія
В околицях села виявлено артефакти доби неоліту та давньоруського часу.
Перші письмові згадки про Мукшу-Китайгородську вказують, що село сформувалось, як приміські хутори десь у середині XIX століття.
1893 році Мукші-Китайгородській було 62 двори, мешкали 336 осіб.
В 1895 році село мало три варіанти назви: Мукша Міська, Мукша Китайгородська, Мукша Мала.
У 1905 році в Мукші-Китайгородській було 100 дворів, мешкало 416 осіб, діяли церковнопарафіяльна школа та урядницький пункт.
В 1917-1920 роках село входило до складу Української Народної Республіки. Зі спогадів отамана в Українській галицькій армії (УГА) Володимира Котовича, який був перейшов 17 липня 1919 року річку Збруч та розміщувався зі своїми вояками в Мукші-Китайгородській. Ось що описує отаман УГА:
| | \| У Мукші Малій за три версти від Кам’янця я рішився заночувати зі своєю частиною. Галицьким звичаєм пішов я зараз до громадянського комісара попрохати, щоб визначив квартири для стрільців і підвід і дозволив скосити для коней трохи конюшини на двірськім лані, який став тепер громадським добром. Отримавши дозвіл, пішли ми від хати до хати шукати квартир і умістилися спершу на невеликій, покритій будяками площаді біля школи. Тут зараз і виявилася вся безсилість комісарської власті. З нею ніхто в селі не рахувався. Кожний господар був сам собі паном, а його обійстя було окремою республікою, яку сторожив пес на довгім ланцюгу. Він не давав нікому з чужих приступу. На його гавкання виходив із хати господар, а за ним іще декілька псів вибігало з хати, й кількома словами відповідав відмовою. Так зустрінули нас майже в кожній хаті. Аж потім ми довідалися, що була це оселя поляків, які польською мовою не володіли, але вважалися за поляків. Ми зрозуміли зараз цю їхню холодну гостинність і пояснювали їм, що ми проти їх тут не прийшли воювати. В душі ми думали собі, що якби такими патріотами були скрізь усі українці, то нам би легко прийшлось здобути власну державу. Домашній ворог – це найлютіший ворог. Немало було клопоту і з пашею для коней. Маючи від комісара письмовий дозвіл, пішли стрільці на панський лан косити конюшину. Та ще не вспіли першу косу в конюшину запустити, як виступило проти них кілька селян, озброєних рушницями, й стали кричати: «Ідіть, звідки прийшли, а ні – то лишаться тут лише кості з вас». Нічого було робити. Годі було задля конюшини йти в розстрільну. \| |
| У Мукші Малій за три версти від Кам’янця я рішився заночувати зі своєю частиною. Галицьким звичаєм пішов я зараз до громадянського комісара попрохати, щоб визначив квартири для стрільців і підвід і дозволив скосити для коней трохи конюшини на двірськім лані, який став тепер громадським добром. Отримавши дозвіл, пішли ми від хати до хати шукати квартир і умістилися спершу на невеликій, покритій будяками площаді біля школи. Тут зараз і виявилася вся безсилість комісарської власті. З нею ніхто в селі не рахувався. Кожний господар був сам собі паном, а його обійстя було окремою республікою, яку сторожив пес на довгім ланцюгу. Він не давав нікому з чужих приступу. На його гавкання виходив із хати господар, а за ним іще декілька псів вибігало з хати, й кількома словами відповідав відмовою. Так зустрінули нас майже в кожній хаті. Аж потім ми довідалися, що була це оселя поляків, які польською мовою не володіли, але вважалися за поляків. Ми зрозуміли зараз цю їхню холодну гостинність і пояснювали їм, що ми проти їх тут не прийшли воювати. В душі ми думали собі, що якби такими патріотами були скрізь усі українці, то нам би легко прийшлось здобути власну державу. Домашній ворог – це найлютіший ворог. Немало було клопоту і з пашею для коней. Маючи від комісара письмовий дозвіл, пішли стрільці на панський лан косити конюшину. Та ще не вспіли першу косу в конюшину запустити, як виступило проти них кілька селян, озброєних рушницями, й стали кричати: «Ідіть, звідки прийшли, а ні – то лишаться тут лише кості з вас». Нічого було робити. Годі було задля конюшини йти в розстрільну. | |

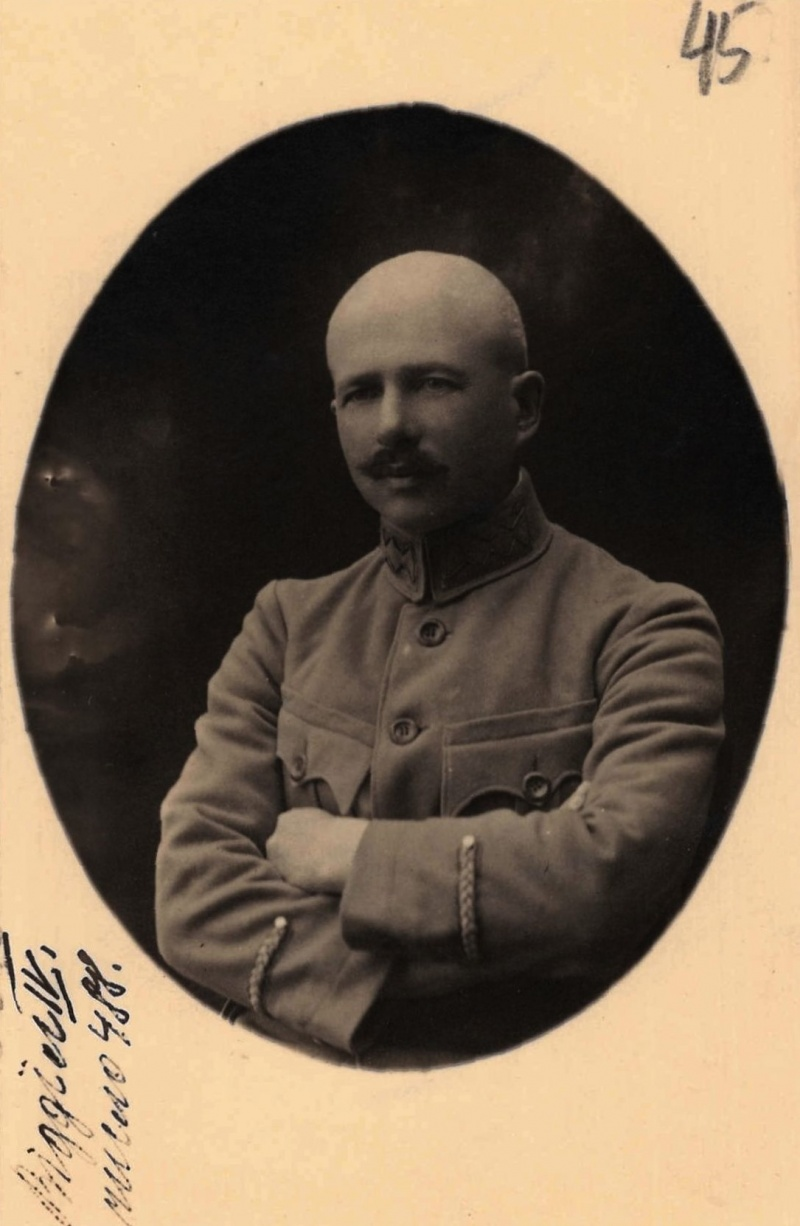
Володимир Котович отаман УГА

Ці спогад отамана Котовича було опубліковано 15 березня 1921 року в газеті «Український стрілець» — органі українського стрілецтва на чужині.
Внаслідок поразки Перших визвольних змагань село надовго окуповане російсько-більшовицькими загарбниками.
Радянська окупація принесла колективізацію та розкуркулення, мешканці села зазнали репресій. Багатьох частинах Поділля відбувались масові селянські повстання, проти радянської влади.
В 1932–1933 селяни села пережили Голодомор, зазнали сталінських репресій.
По закінченню Другої світової війни у 1946—1947 роках село вчергове пережило голодомор.
7 березня 1946 року село Мукша-Китайгородська перейменоване на Жовтневе. Пануючий у тодішньому комунізмі войовничий атеїзм не допускав також використання назв поселень, що в тій чи тій мірі відображали поняття, пов'язані з релігією, церквою, тому були вилучені з ужитку назви, де були згадки про Мукшу — так як існує припущення, що річка Мукша названа честь богині Мокош.
З 1991 року в складі незалежної України.
14 серпня 2017 року шляхом об'єднання сільських територіальних громад, село увійшло до складу Слобідсько-Кульчієвецької сільської громади. Об'єднання в громаду має створити умови для формування ефективної і відповідальної місцевої влади, яка зможе забезпечити комфортне та безпечне середовище для проживання людей.
Станом на 2021 рік село активно розвивається і достатньо зросло у південному напрямку, за рахунок забудови територій військового полігону. Причини розвитку села у близькості міста Кам'янця-Подільського. Так як межі між містом та селом відсутня в урбаністичному розумінні.

## Населення
За переписом населення України 2001 року в селі мешкало 2220 осіб.
| Відсоток росту | 1893 | Відсоток росту | 1905 | Відсоток росту | 1989 | Відсоток росту | 2001 | Відсоток росту | 2015 | Відсоток росту | 2017 |
| -------------- | ---- | -------------- | ---- | -------------- | ---- | -------------- | ---- | -------------- | ---- | -------------- | ---- |
| 100 % ▲        | 336  | 23,81 % ▲      | 416  | 329,33 % ▲     | 1786 | 24,30 % ▲      | 2220 | 7,79 % ▲       | 2393 | 11,20 % ▲      | 2661 |

Найпоширенішими фаміліями у селі є: Ткачук — 1.2 %, Вонсович — 1.1 %, Бойко — 0.6 %,  Мельник — 0.6 %, Шевчук — 0.6 %, Ярославський — 0.6 %, Гончарук — 0.5 %, Кушнір — 0.5 %.

### Мова

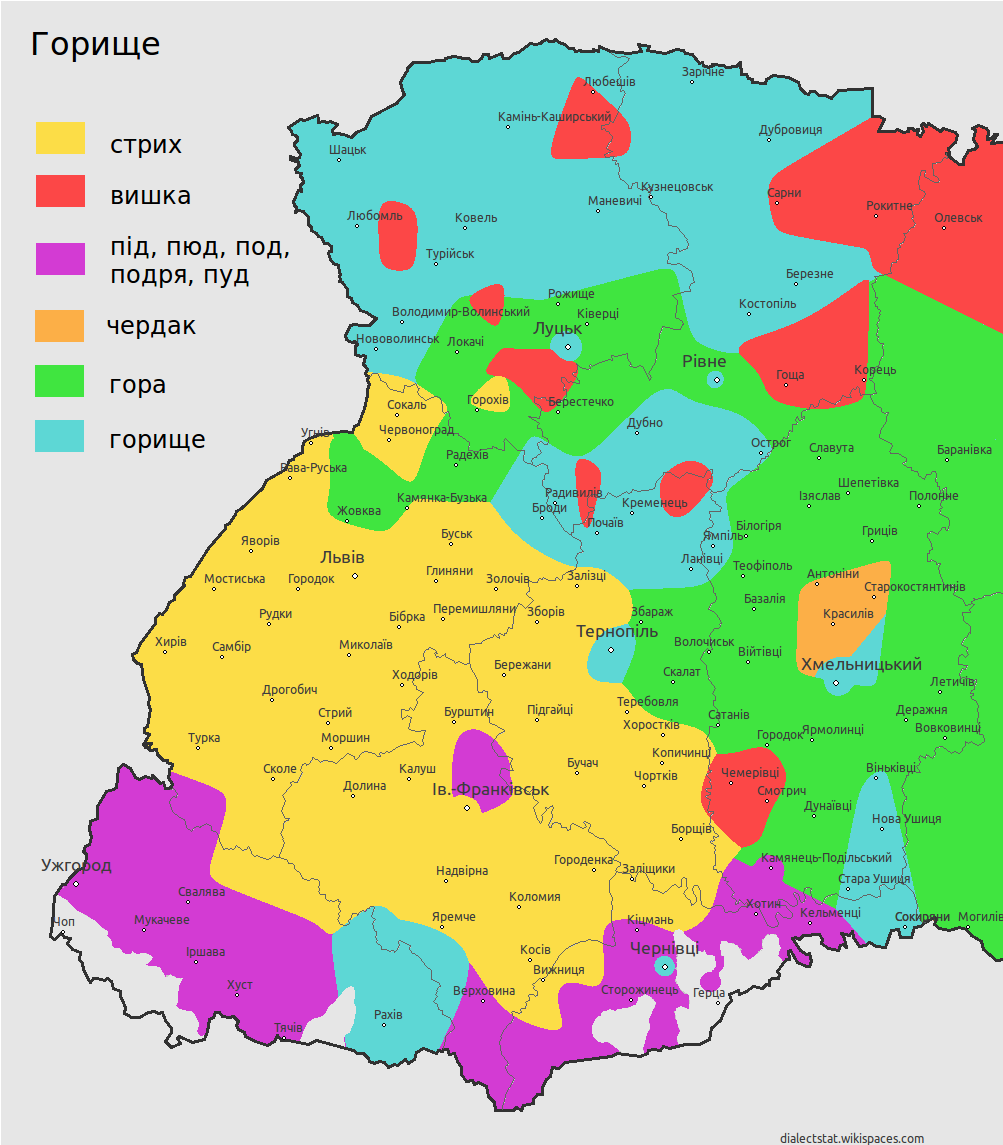
Селі Мукша Китайгородська поширені такі діалекти слова горища: гора, стрих, під, пюд, подря, под, пуд

У селі поширені західноподільська говірка та південноподільська говірка, що відносяться до подільського говору, який належить до південно-західного наріччя.
Розподіл населення за рідною мовою за даними перепису 2001 року:
| Мова       | Відсоток |
| ---------- | -------- |
| українська | 97,86 %  |
| російська  | 2,03 %   |
| молдовська | 0,05 %   |

## Економіка
- ВАТ «АДАМС»
- ТОВ «ЛМВ-33»
- ТОВ «ПОДІЛЛЯ-ТЕХПОСТАЧ»
- ТОВ «ПОДІЛЛЯ ЄВРОБУД»
- ГАРАЖНИЙ КООПЕРАТИВ «АВТОМОБІЛІСТ ПОДІЛЛЯ»
- КАМ'ЯНЕЦЬ-ПОДІЛЬСЬКА ЦЕНТРАЛЬНА РАЙОННА ЛІКАРНЯ
- ОБСЛУГОВУЮЧИЙ КООПЕРАТИВ ЖБК «НОВА БУДОВА-2»[7]

## Релігія
У селі будується храм Свято-Троїцький (ПЦУ).
З середини 90-х років XX століття функціонує римо-католицький костел-каплиця Пресвятої Діви Марії Скорботної та дитячий садочок «Діви Марії Скорботної» (РКЦ).

## Пам’ятники
Пам’ятний знак пірамідальної форми облицьований сірою гранітною плиткою на вулиці Інтернаціональна, встановлено 1990 року та реконструкцію проведено в 2008 року. Зверху пам’ятника зроблено отвір у формі хреста, в пам’ять жертвам Голодомору 1932-1933 років та політичних репресій. На цьому місці розстріляно 3500 громадян. Поруч з пам'ятником родини деяких репресованих встановили обеліски своїм рідним.

## Відомі люди

Згадка по смерть козака Шмуля Цібельмана

### Народились
- Цібельман Шмуль — козак 7-го Синього полку, 3-ї Залізної дивізії Дієвої армії УНР.
- Тарнавський Микола Дмитрович (1906—1953) — український радянський біолог, генетик.

### Проживали, перебували
- Котович Володимир (1877—1948) — український військовий діяч. Отаман Української Галицької Армії.

## Охорона природи
Село лежить у межах національного природного парку «Подільські Товтри».